# Lassú tánc (Mikrokozmosz 33.)

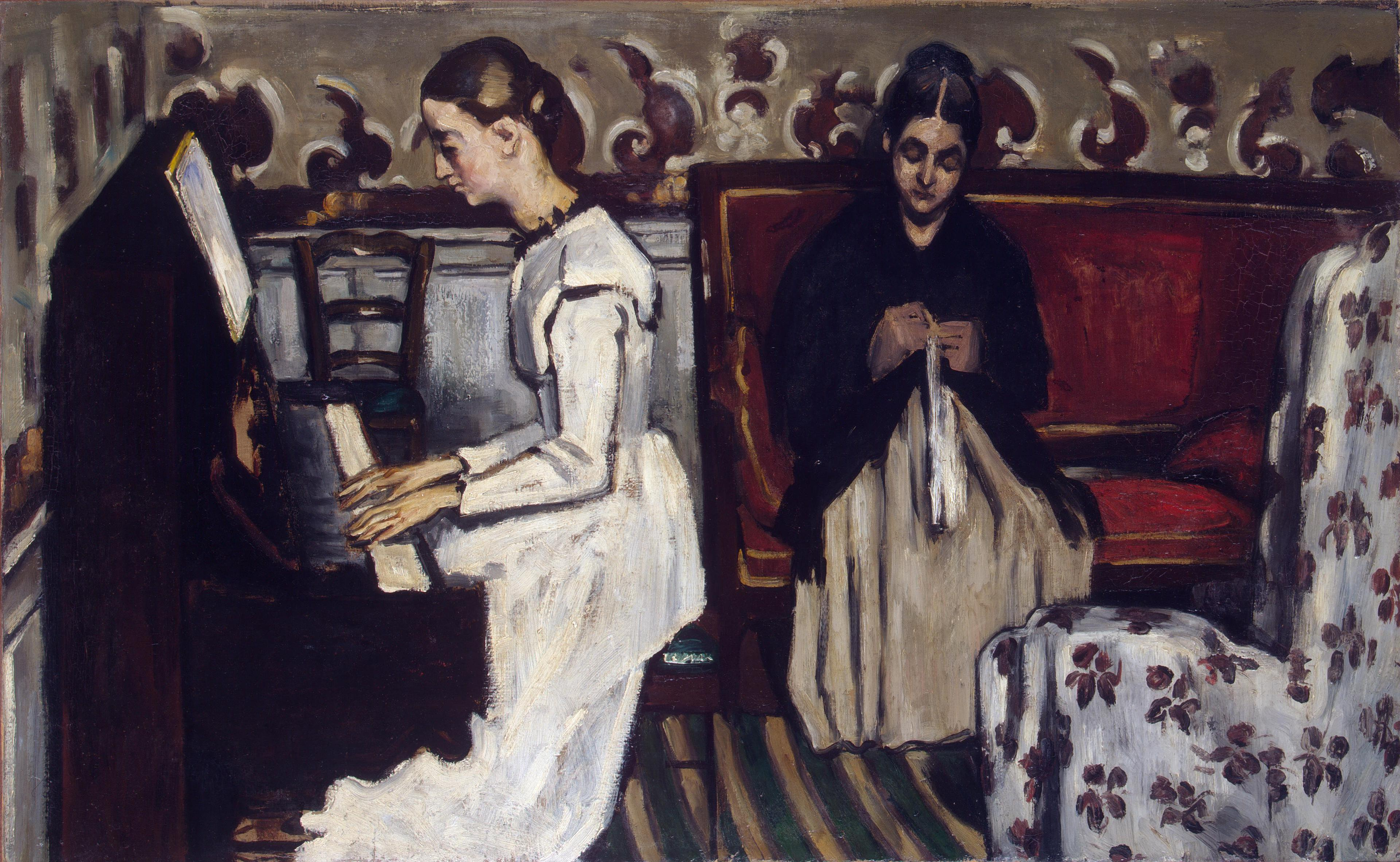
Paul Cezanne Lány a zongoránál (1866)

A Lassú tánc Bartók Béla 6 kötetes zongorára írott Mikrokozmoszának (Sz.107, BB 105; 1926, 1932-1939) 33. darabja.

## Ritmika, tempó
Ez a 6/4-es, változatlan ütembeosztású darab közvetlenül a 3/2-es ütembeosztású 32. darab után következik.
Feltehetően az volt Bartók célja, hogy a két ütemfajta eltérő tagolását bemutassa.
Trillamozgású dallama és 6/4-es ritmusa némileg a 24. darabra (Pastorale) emlékeztet, itt azonban a dallamot szünetek is megszakítják. Az ütemjelző itt a valódi súlyviszonyokat mutatja.
A kíséret mozgalmasabb, mint a Pastorale-ban
A táncritmus páratlan ütemű és magyaros elemekkel vegyül:
Az 5-6. és 9-10. ütemben komplementer ritmikával tá-ti-ti-tá és ti-tá-tá-ti („lengedező” és „szökőlejti”) négyesek szólnak együtt.

## Dinamika
A dinamika változásai a formai felépítést követik.

## Szerkezet
A darab szerkezete miniatűr rondónak felel meg, azt csírájában, töredékes formában mutatja be.

A trillamozgású „rondótéma” háromszor hangzik el, először mezzoforte, majd két alkalommal piano dinamikával.

A „közjátékok” közül az első forte (5-6. ütem), a második mezzoforte (9-12. ütem), tehát a „közjátékok” mindig hangosabban szólnak, mint a téma.

## Hangkészlet
A dallam hangkészlete fokozatosan bővül.
A bichord, trichord, tetrachord szelvények után az 5. ütemben jelenik meg a pentachord ötödik hangja.

## Kíséret
A kíséret ebben a darabban alárendelt szerepet játszik.
A g-d ismétlődése népies, pasztorális jelleget kölcsönöz a darabnak, hiszen az nem más, mint egy líd-kvarttal kiegészített dudabasszus. Ehhez az ostináto-kísérethez, makacsul ismétlődő motívumhoz átmenő hangként a pentachord többi hangja is csatlakozik.

## Tonalitás
A felső szólam hangkészlete á-moll, az alsó szólamé g-líd pentachord.

A tonalitás nem egészen egyértelmű.
A teljes hangkészlet g alapú dúr és líd keveréke (bimodális).
Erre utal a g-d kvint ismétlődése a kíséretben és a G-dúr hármas tercének, a h-nak gyakorisága a dallamban.
A kétszólamúság hátterében levő váltóakkordok viszont VII-I fokú szubtonális fordulatot ismételnek Á-mixolíd hangnemben.
A kétféle kvart közül a felső szólam mindig a dúr (c kvart), az alsó szólam pedig a líd (cisz kvart) kvartot hangoztatja.
A c mindenütt negyedértékű, a cisz fél- és háromnegyed-értékben is előfordul.
A c mindenütt súlytalan átmenő-, illetve váltóhang, a cisz viszont melléksúlyos ütemrészen is előfordul.
Az utolsó előtti ütemben a cisz vezetőhang felett három disszonáns hang szól: k9-sz8-k7. Így a darab végén az addigi nyugodt, kiegyensúlyozott hangzást fájdalmasan vagy sejtelmesen hangzóvá fátyolozza. Ez a későbbi darabokban is gyakran tapasztalható.
A bejezés félzárlat, a g tonalitást kifejező, a hangsor 5. és 2. hangját egyesítő d-á kvint, amire a két szólam ellentétes irányból érkezik.

## A darab időtartama
Bartók az egyes művek tempóját és időtartamát metronómmal és stopperórával mérte.
Pontossága bámulatos volt. Mindig metronómot hordott magával s ezzel ellenőrizte a tempókat, akkor is, ha ő maga játszott.
Ennek fényében különös, hogy ennél a darabnál különbözik az időtartam, amit a kottában feltüntetett metronómszám alapján kiszámíthatunk:
- (60/144)*6*15= 37,5 sec.

és a szögletes zárójelbe tett időutasítás:
- 45 sec.

Fennáll a lehetőség, hogy a kottakiadásban - mellesleg rendkívül ritkán előforduló - nyomdai hibák egyikéről van csupán szó.

## Lásd még
- Időm: Időmértékes verselés#A klasszikus időmértékes verslábak: jelentés, becenév és példa[2]